# Fiat Downtown
La Fiat Downtown è una concept car presentata nel 1993 al salone dell'automobile di Torino dalla FIAT. Si tratta di un progetto del designer statunitense Chris Bangle.

## Caratteristiche
Il telaio in alluminio e le scocche in plastica conferiscono alla vettura una massa a vuoto di circa 700 kg. Due propulsori elettrici integrati nelle ruote posteriori di 9,5 CV ciascuno, alimentati da batterie allo zolfo-sodio montate posteriormente, permettono alla Downtown di raggiungere una velocità massima di circa 100 km/h. L'autonomia è di 300 km a una velocità di 50 km/h.